# Gordii Dorsum
Gordii Dorsum és una formació geològica de tipus dorsum a la superfície de Mart, localitzada amb el sistema de coordenades planetocèntriques a 7.63 ° latitud N i 217.82 ° longitud E, que fa 481.56 km de diàmetre. El nom va ser aprovat per la UAI l'any 1976 i fa referència a una característica d'albedo.